# Кварацхелия, Дзика Ростомович
Дзика Ростомович Кварацхелия (1895 год, село Гагида, Сухумский округ, Кутаисская губерния, Российская империя — неизвестно, село Гагида, Гальский район, Абхазская АССР, Грузинская ССР) — звеньевой колхоза «Чита Чхория» Гальского района, Абхазская АССР, Грузинская ССР. Герой Социалистического Труда (1948).

## Биография
Родился в 1895 году в крестьянской семье в селе Гагида Сухумского округа.
С раннего возраста трудился в сельском хозяйстве. Во время коллективизации вступил в местную сельскохозяйственную артель, которая позднее была преобразована в колхоз «Чита Чхория» Гальского района. В послевоенные годы — звеньевой в этом же колхозе.
В 1947 году звено под его руководством собрало в среднем с каждого гектара по 71 центнера кукурузы на участке площадью 3 гектара. Указом Президиума Верховного Совета СССР от 21 февраля 1948 года удостоен звания Героя Социалистического Труда за «получение высоких урожаев кукурузы и пшеницы в 1947 году» с вручением ордена Ленина и золотой медали «Серп и Молот» (№ 701).
Этим же указом званием Героя Социалистического Труда были награждены труженики колхоза «Чита Чхория» бригадиры Исидор Несторович Кахиани, Авксентий Зосимович Шелия, звеньевые Калистрат Петрович Джалагония и Виктор Басаевич Пацация.
После выхода на пенсию проживал в родном селе Гагида. Дата смерти не установлена.